# 2020年
2020年（2020ねん）は、西暦（グレゴリオ暦）による、水曜日から始まる閏年。令和2年。
この項目では、国際的な視点に基づいた2020年について記載する。　　　　　　

## 他の紀年法
- 干支：庚子（かのえ ね）
- 日本（月日は一致）
  - 令和2年
  - 皇紀2680年
- 大韓民国（月日は一致）
  - 檀紀4353年
- 中華民国（月日は一致）
  - 中華民国109年
- 朝鮮民主主義人民共和国（月日は一致）
  - 主体109年
- 仏滅紀元：2562年10月7日 - 2563年閏10月2日
- イスラム暦：1441年5月5日 - 1442年5月16日
- ユダヤ暦：5780年4月4日 - 5781年4月16日
- Unix Time：1577836800 - 1609459199
- 修正ユリウス日(MJD)：58849 - 59214
- リリウス日(LD)：159690 - 160055

## カレンダー
| 1月 |    |    |    |    |    |    |
| 日  | 月 | 火 | 水 | 木 | 金 | 土 |
|     |    |    | 1  | 2  | 3  | 4  |
| 5   | 6  | 7  | 8  | 9  | 10 | 11 |
| 12  | 13 | 14 | 15 | 16 | 17 | 18 |
| 19  | 20 | 21 | 22 | 23 | 24 | 25 |
| 26  | 27 | 28 | 29 | 30 | 31 |    |
|     |    |    |    |    |    |    |

| 2月 |    |    |    |    |    |    |
| 日  | 月 | 火 | 水 | 木 | 金 | 土 |
|     |    |    |    |    |    | 1  |
| 2   | 3  | 4  | 5  | 6  | 7  | 8  |
| 9   | 10 | 11 | 12 | 13 | 14 | 15 |
| 16  | 17 | 18 | 19 | 20 | 21 | 22 |
| 23  | 24 | 25 | 26 | 27 | 28 | 29 |
|     |    |    |    |    |    |    |

| 3月 |    |    |    |    |    |    |
| 日  | 月 | 火 | 水 | 木 | 金 | 土 |
| 1   | 2  | 3  | 4  | 5  | 6  | 7  |
| 8   | 9  | 10 | 11 | 12 | 13 | 14 |
| 15  | 16 | 17 | 18 | 19 | 20 | 21 |
| 22  | 23 | 24 | 25 | 26 | 27 | 28 |
| 29  | 30 | 31 |    |    |    |    |
|     |    |    |    |    |    |    |

| 4月 |    |    |    |    |    |    |
| 日  | 月 | 火 | 水 | 木 | 金 | 土 |
|     |    |    | 1  | 2  | 3  | 4  |
| 5   | 6  | 7  | 8  | 9  | 10 | 11 |
| 12  | 13 | 14 | 15 | 16 | 17 | 18 |
| 19  | 20 | 21 | 22 | 23 | 24 | 25 |
| 26  | 27 | 28 | 29 | 30 |    |    |
|     |    |    |    |    |    |    |

| 5月 |    |    |    |    |    |    |
| 日  | 月 | 火 | 水 | 木 | 金 | 土 |
|     |    |    |    |    | 1  | 2  |
| 3   | 4  | 5  | 6  | 7  | 8  | 9  |
| 10  | 11 | 12 | 13 | 14 | 15 | 16 |
| 17  | 18 | 19 | 20 | 21 | 22 | 23 |
| 24  | 25 | 26 | 27 | 28 | 29 | 30 |
| 31  |    |    |    |    |    |    |
|     |    |    |    |    |    |    |

| 6月 |    |    |    |    |    |    |
| 日  | 月 | 火 | 水 | 木 | 金 | 土 |
|     | 1  | 2  | 3  | 4  | 5  | 6  |
| 7   | 8  | 9  | 10 | 11 | 12 | 13 |
| 14  | 15 | 16 | 17 | 18 | 19 | 20 |
| 21  | 22 | 23 | 24 | 25 | 26 | 27 |
| 28  | 29 | 30 |    |    |    |    |
|     |    |    |    |    |    |    |

| 7月 |    |    |    |    |    |    |
| 日  | 月 | 火 | 水 | 木 | 金 | 土 |
|     |    |    | 1  | 2  | 3  | 4  |
| 5   | 6  | 7  | 8  | 9  | 10 | 11 |
| 12  | 13 | 14 | 15 | 16 | 17 | 18 |
| 19  | 20 | 21 | 22 | 23 | 24 | 25 |
| 26  | 27 | 28 | 29 | 30 | 31 |    |
|     |    |    |    |    |    |    |

| 8月 |    |    |    |    |    |    |
| 日  | 月 | 火 | 水 | 木 | 金 | 土 |
|     |    |    |    |    |    | 1  |
| 2   | 3  | 4  | 5  | 6  | 7  | 8  |
| 9   | 10 | 11 | 12 | 13 | 14 | 15 |
| 16  | 17 | 18 | 19 | 20 | 21 | 22 |
| 23  | 24 | 25 | 26 | 27 | 28 | 29 |
| 30  | 31 |    |    |    |    |    |
|     |    |    |    |    |    |    |

| 9月 |    |    |    |    |    |    |
| 日  | 月 | 火 | 水 | 木 | 金 | 土 |
|     |    | 1  | 2  | 3  | 4  | 5  |
| 6   | 7  | 8  | 9  | 10 | 11 | 12 |
| 13  | 14 | 15 | 16 | 17 | 18 | 19 |
| 20  | 21 | 22 | 23 | 24 | 25 | 26 |
| 27  | 28 | 29 | 30 |    |    |    |
|     |    |    |    |    |    |    |

| 10月 |    |    |    |    |    |    |
| 日   | 月 | 火 | 水 | 木 | 金 | 土 |
|      |    |    |    | 1  | 2  | 3  |
| 4    | 5  | 6  | 7  | 8  | 9  | 10 |
| 11   | 12 | 13 | 14 | 15 | 16 | 17 |
| 18   | 19 | 20 | 21 | 22 | 23 | 24 |
| 25   | 26 | 27 | 28 | 29 | 30 | 31 |
|      |    |    |    |    |    |    |

| 11月 |    |    |    |    |    |    |
| 日   | 月 | 火 | 水 | 木 | 金 | 土 |
| 1    | 2  | 3  | 4  | 5  | 6  | 7  |
| 8    | 9  | 10 | 11 | 12 | 13 | 14 |
| 15   | 16 | 17 | 18 | 19 | 20 | 21 |
| 22   | 23 | 24 | 25 | 26 | 27 | 28 |
| 29   | 30 |    |    |    |    |    |
|      |    |    |    |    |    |    |

| 12月 |    |    |    |    |    |    |
| 日   | 月 | 火 | 水 | 木 | 金 | 土 |
|      |    | 1  | 2  | 3  | 4  | 5  |
| 6    | 7  | 8  | 9  | 10 | 11 | 12 |
| 13   | 14 | 15 | 16 | 17 | 18 | 19 |
| 20   | 21 | 22 | 23 | 24 | 25 | 26 |
| 27   | 28 | 29 | 30 | 31 |    |    |
|      |    |    |    |    |    |    |

## できごと

### 主な出来事
世界の主な出来事
ニュースが世界を駆け巡った出来事

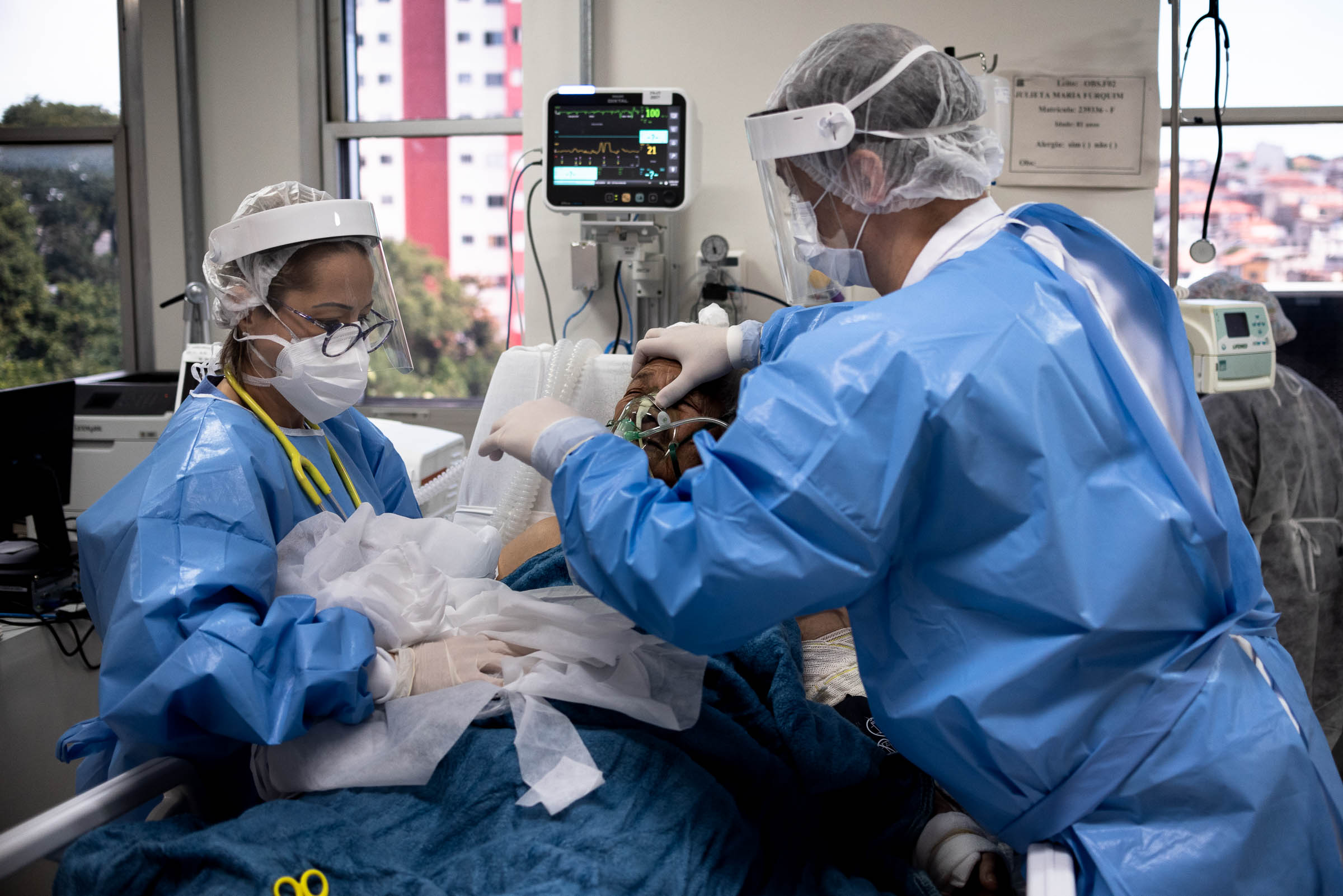
新型コロナのパンデミック

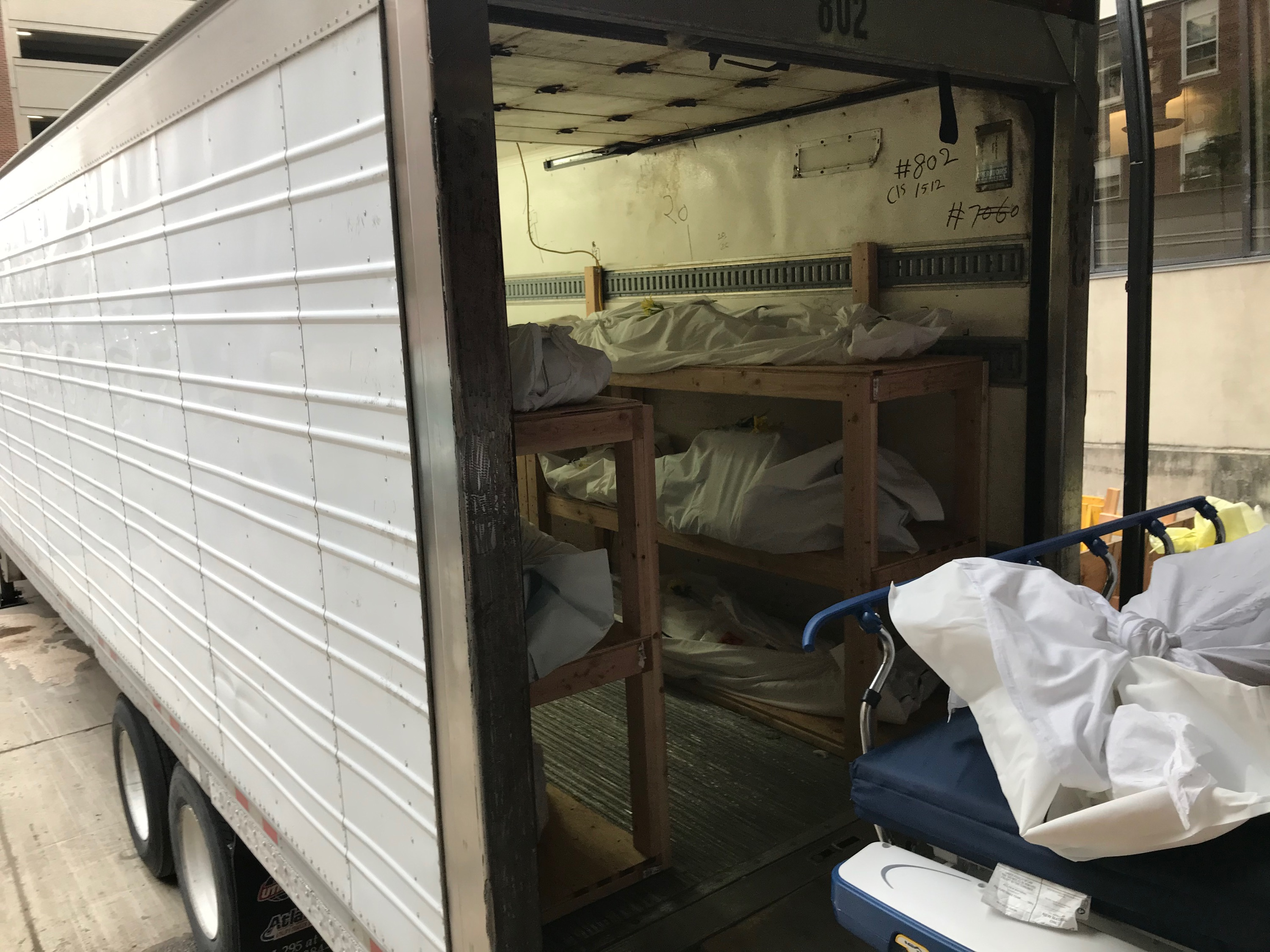
葬儀が追いつかず、トラックに積んだまま放置される多くの遺体

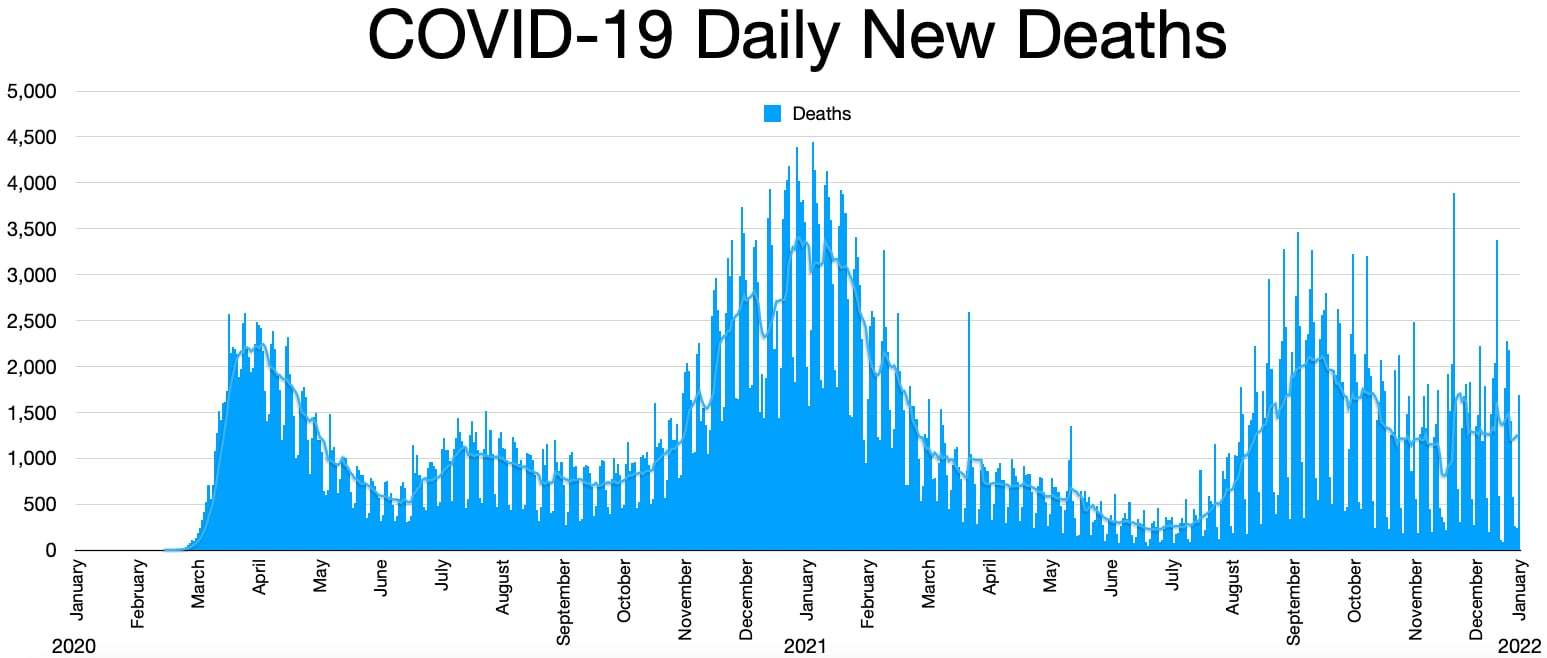
コロナ禍による1日あたりの死者の推移

- 新型コロナウイルス感染症（COVID-19）が世界的に流行　- 2019年11月ころに中国の武漢市で正体不明の感染が発生したが、中国共産党による情報統制や情報隠蔽のせいもあり、当初世界各国の報道は気づいておらず、2020年1月初旬ころから数ヶ月のうちに世界中に広まってゆき、3月11日にWHO事務局長が「パンデミック（世界的流行）相当」と表明したことが世界中で報道されたものの、最初はウィルスの性質、感染力、感染経路、有効な感染防止法などが医師も含めて誰にもよく分からず、病院に入院する感染患者、コロナに感染してしまい亡くなる医師や医療関係者、病室に入り切らず廊下で対応される入院患者、感染患者を拒む病院などが世界中で続出し、世界各国が大パニックに陥った。感染拡大を抑えるため世界各国でロックダウンや入国制限などの措置、あるいは外出自粛の要請が実施され、各国で交通機関、運送会社、企業、飲食店、学校、教会、劇場 等々が深刻な機能停止状態になり、世界が機能停止状態に陥った。イタリアでは3月にコロナで亡くなった人が8,000名を超えて火葬が追いつかなくなり、遺体が入った棺桶が倉庫に並べられて放置される事態に陥り[1]、アメリカニューヨーク市でも4月ころにはコロナによる死者が続出する状態になり（→ en:COVID-19 pandemic in New York Cityを参照）、ロングアイランド湾に浮かぶ離島ハート島にある集団墓地に掘った穴に、遺体が入った棺桶を何段も積んで土で埋めてしまう悲惨な光景が世界中の報道で流れ[2]、世界の人々はそれらの報道を見て、忍び寄るウィルス、自分の身に迫ってきている死への恐怖におののいた。
- 2020年3月、mRNA（メッセンジャーRNA）の研究およびそれをワクチン開発に使うことを長年研究していた研究者カタリン・カリコが所属するビオンテック社は、アメリカの製薬大手ファイザーとmRNAを用いた新型コロナウイルスワクチンの開発を開始すると発表し[3]、臨床試験で95％という高い有効性を確認したとして世界を驚かせたあと、めざましい速さで開発および大量生産を実行し、共同開発の発表からわずか9か月後の2020年12月に一般の人へのワクチンの接種が開始され[3]、世界で膨大な数の人々の命を救うことになった（カリコらはこの多大な功績が世界に認められ、2023年のノーベル賞を受賞することになる）新型コロナワクチンの開発や接種の概要については、COVID-19ワクチンも参照。
- 国際通貨基金 (IMF) は2020年の世界GDP成長率が -3.0% になると予測し[4]、これは2008年のリーマン・ショック時の -0.1% を遥かに超える値で、1929年の世界恐慌（推定 -15.0%）以来最悪の景気後退と予想された[5]（コロナ・ショック）。

各国の主な出来事
Category:2020年の各国を参照

### 1月
- 1月1日
  -  フランス 使い捨てのプラスチック製カップや皿を禁止する法律が施行された[6]。
  -  パラオ 「責任ある観光教育法2018」に基づいて、パラオへの日焼け止め製品の輸入、販売及び持ち込みが禁止される[7]。
- 1月2日 -  中華民国 台北市近くの山中で中華民国空軍ヘリコプターが墜落し、沈一鳴国軍参謀総長らが死亡した[8]。
- 1月3日 -  アメリカ合衆国 国防総省がトランプ大統領の指示で、イラン革命防衛隊司令官のソレイマニをイラクのバグダード国際空港付近で殺害したと声明を出した[9]。
- 1月7日 -  中国 武漢市で発生している原因不明の肺炎について、新型コロナウイルスによるものと特定された。
- 1月8日
  -  イラク イラク国内の米関連施設（アサド空軍基地／エルビル基地）に対してイラン革命防衛隊が15発のミサイルを発射する軍事攻撃を行った[10]。
  -  イラン テヘラン近郊のエマーム・ホメイニー国際空港を離陸したウクライナ国際航空752便が革命防衛隊の発射した地対空ミサイルにより撃墜され、乗客乗員176名全員が死亡した[11][12]。
- 1月10日 -  オマーン 国王にして首相でもあったカーブース・ビン・サイードが崩御した。（79歳没）[13]。
- 1月11日
  -  オマーン カーブース前国王とは従兄弟であり遺産文化大臣を務めていたハイサム・ビン・ターリク・アール＝サイードが新国王に践祚したことがオマーン政府より告示（発表）された[14]。
  -  中華民国 2020年中華民国総統選挙（台湾総統選挙）が執行され、現職で民主進歩党公認の蔡英文が国民党公認の韓国瑜（高雄市市長）に勝利し、再選を果たした[15]。
- 1月15日 - 日本で新型コロナウイルス(SARS-CoV-2)を初確認[16]。
- 1月31日
  - 世界保健機関 (WHO) が新型コロナウイルスの感染拡大について、「国際的に懸念される公衆衛生上の緊急事態」(PHEIC) を宣言した[17]。
  - イギリスの欧州連合離脱 -  イギリス 2016年6月23日の国民投票の結果に基づき、グリニッジ標準時 (GMT) 23時（中央ヨーロッパ時間 (CET) 2月1日0時）をもって イギリスならびに ジブラルタルがEUから離脱した[18]。

### 2月
- 2月13日 -  中国 習近平党総書記指導部は新型コロナウイルスの感染拡大が最も深刻な湖北省と武漢市のそれぞれのトップを交代させた。交代させられたのは湖北省のトップ、蔣超良書記と武漢市のトップ、馬国強書記の２人。蔣超良同省党委員会書記の後任に応勇上海市長、武漢市トップの市党委員会書記には山東省済南市トップの王忠林市党委員会書記を充てた[19][20]。
- 2月20日 -  日本 新型コロナウイルスの集団感染が発生しているクルーズ船「ダイヤモンド・プリンセス」の乗客で、80代の日本人の男女2人が死亡した。同船での死者は初めて[21]。（世界でもこのニュースが駆け巡った）
- 2月29日 -  アメリカ合衆国 トランプ政権とアフガニスタンの反政府勢力タリバンがカタールの首都ドーハで、駐留米軍の段階的撤収などを定めた和平合意（ドーハ合意）に調印した[22]。

### 3月
- 3月1日 -  マレーシア ムヒディン・ヤシン前内相がマハティール・ビン・モハマドの後任のマレーシア首相に就任した[23]。
- 3月7日 -  オーストラリア 前年9月から多発・継続していたオーストラリア森林火災で、ニューサウスウェールズ州の消防当局が鎮火を宣言。
- 3月11日 - WHOが新型コロナウイルス感染症（COVID-19）について、パンデミック（世界的流行）相当との認識を示した[24][25][26]。
- 3月24日 -  日本 新型コロナウイルス感染症の世界的流行に伴い、本年夏に東京都で開催を予定していた東京オリンピック・パラリンピックについて1年程度の延期が決まった[27]。
- 3月27日 -  北マケドニア 北大西洋条約機構（NATO）に加盟した[28]。
- 3月28日 -  サウジアラビア イエメンの方向からサウジアラビアの首都リヤドに向けて弾道ミサイル2発が発射され、サウジアラビア軍がミサイルを撃墜した。サウジアラビア側の市民2人が怪我をした[29]。

### 4月
- 4月8日
  -  中国 2月から封鎖していた武漢市の封鎖を解除し、2ヶ月半ぶりに高速鉄道、航空路線が再開された[30]。
  -  アメリカ合衆国 2020年アメリカ合衆国大統領選挙で民主党の候補者指名を目指していたバーニー・サンダース上院議員が撤退を表明、ジョー・バイデン前副大統領の大統領候補指名を確実にした[31]。
- 4月15日 -  韓国 第21代韓国国会総選挙において与党共に民主党が圧勝。

### 5月
- 5月22日 -  パキスタン南部のカラチでパキスタン国際航空8303便が墜落し、乗員乗客97人と地上の住民1人が死亡した[32]。

### 6月
- 6月8日 -  イギリス ボリス・ジョンソン首相は中国政府が香港領土に新しい安全法を課した場合、英国は移民法を変更し、BN（O）ステータスの対象となるすべての香港市民に英国市民権への道を提供すると述べた[33]。
- 6月11日 -  アメリカ合衆国 ジョージ・フロイド抗議運動参加者らがシアトル市警察署（英語版）周辺を占領し、キャピトルヒル自治区設立を宣言[34]。
- 6月15日 -  中国と インドの国境地帯に位置するカシミール地方東部のガルワン渓谷で15日夜に起きた中国軍とインド軍の衝突により、インド軍の兵士ら少なくとも20人が死亡し76人以上が負傷した。中国側は死傷者の詳細を明らかにしていない（2020年中印国境紛争）[35]。
- 6月16日 -  北朝鮮 韓国の脱北者団体による体制批判ビラ散布への報復として、午後2時49分ごろ、開城工業地区にある南北共同連絡事務所を爆破した[36]。
- 6月29日 - （日本時間）新型コロナウイルスの全世界の感染者数が1000万人を超え、死者数も累計で50万人を超える。国別には、 アメリカ合衆国が約251万人で世界最多。次いで ブラジル約131万人、 ロシア約63万人と続く[37][38][39]。

### 7月
- 7月1日 -   香港 中華人民共和国香港特別行政区国家安全維持法が施行され、香港警察は国家安全法の下で同日中に暴徒を180人余りを逮捕し、7人が国家安全維持法違反によるものだと発表した[40]。
- 7月1日 -   ロシア 憲法が改正された。今回の改正によってこれまでの任期は「リセット」され、2024年以降の最長12年間、即ち2036年までプーチン政権の継続が可能になった[41]。
- 7月1日 -   台湾 呉釗燮外交部長（外相）は1日、記者会見で、台湾はアフリカ北東部ソマリランドと相互に公式代表機関を設置すると発表した[42]
- 7月4日 -  日本 気象庁は熊本県と鹿児島県で数十年に一度のこれまで経験したことのないような大雨になっているとして、大雨特別警報を発令した。そして熊本県の球磨川では氾濫が発生し、熊本県人吉市などを中心に大きな被害が出た。
- 7月14日 -  アメリカ合衆国 香港自治法が成立[43]。
- 7月28日 -  マレーシア クアラルンプールの高等裁判所は、政府系投資会社「1MDB」を巡る裁判で、ナジブ・ラザク元首相に対し、7つの罪状に関して禁錮12年・罰金２.1億リンギット（約52億円）の判決を下した[44]。

### 8月
- 8月4日 -  レバノン ベイルート港で巨大な爆発事故発生[45]。218人が死亡、7,000人以上が負傷し、住宅・マンションの破壊で数十万人が住む家を失った。
- 8月7日 -  インド南部ケーララ州コーリコード（Kozhikode）の空港で、乗客乗員190人を乗せたエア・インディア・エクスプレス1344便が激しい雨と風に見舞われて着陸に失敗し、機長と副操縦士を含む21人が死亡した[46]。
- 8月8日 -  レバノン ベイルート港爆発事故に対する政府の無策に怒った数千人規模の反政府デモが発生した[47]。
- 8月10日
  -  台湾 蔡英文総統と米国のアレックス・アザー保健福祉長官が台北の総統府で会談。米台断交後では最高位の米国閣僚の訪台となる[48]。
  -  香港 香港の民主運動の新聞「リンゴ日報」の創業者が逮捕される - 香港警察は中華人民共和国に対して批判的な論調で知られる香港の新聞蘋果日報（リンゴ日報）の創業者黎智英ら7人を香港国家安全維持法に違反した疑いで逮捕した[49]。同日、 民主活動家の周庭を同容疑で逮捕[50]。
- 8月11日
  - （日本時間）新型コロナウイルスの全世界の感染者数が2000万人を超える。国別には、 アメリカ合衆国が約509万人で世界最多。次いで ブラジル約306万人、 インド約227万人、 ロシア約89万人、 南アフリカ共和国約56万人と続く[51]。
  -  ロシアのプーチン大統領が、世界で初めて新型コロナウイルスの国産ワクチン（Gam-COVID-Vac〈スプートニクV〉）を承認したと明らかにした[52]。
- 8月13日 -アメリカ合衆国のドナルド・トランプ大統領は、中東の イスラエルと アラブ首長国連邦が国交正常化で合意すると発表した[53]。
- 8月16日 -  タイ バンコク中心部にある民主記念塔前で参加者が1万人に達する大規模な反政府集会が開かれる。プラユット政権の退陣や憲法改正を求め、さらに絶対的な権威を持つ王室の在り方を議論するよう求める声も上がった[54]（2020年タイ抗議デモ（英語版））。
- 8月28日 -  日本 体調不安説があった内閣総理大臣の安倍晋三が辞任の意向を固めた[55]。

### 9月
- 9月10日

  - 新型コロナウイルスによる世界の死者数が累計で90万人を超える[56][57]。
- 9月16日 -  日本 第4次安倍内閣 (第2次改造) が午前中に行われた臨時閣議により内閣総辞職した。その後、衆議院本会議と参議院本会議で行われた内閣総理大臣指名選挙において自民党の菅義偉総裁が指名された。
- 9月18日 - （日本時間）新型コロナウイルスの全世界の感染者数が3000万人を超える。国別には、 アメリカ合衆国が約667万人で世界最多。次いで インド約512万人、 ブラジル約442万人と続く[58]。
- 9月22日 - アメリカ合衆国の新型コロナウイルス感染による死者数が20万人を超える[59]。
- 9月27日 -  アゼルバイジャンと アルメニアによりナゴルノ・カラバフ地方で大規模戦闘が勃発。民間人および両軍兵士会わせて数百～数千人の死傷者が発生した。アルメニア・アゼルバイジャン両政府は両国全土で戒厳令を導入。一般総動員態勢を宣言。
- 9月28日
  -  アゼルバイジャン議会が アルメニアに対する戦争状態を宣言。事実上の宣戦布告。
  - 新型コロナウイルスによる世界の死者数が累計で100万人を超える[60][61]。

### 10月
- 10月19日 - （日本時間）新型コロナウイルスの全世界の感染者数が4000万人を超える。国別には、 アメリカ合衆国が約815万人で世界最多。次いで インド約755万人、 ブラジル約523万人と続く[62]。

### 11月
- 11月3日 -  アメリカ合衆国 2020年アメリカ合衆国大統領選挙の一般投票。ドナルド・トランプ現大統領（共和党）とジョー・バイデン（民主党）が大接戦。
- 11月9日 - （日本時間）新型コロナウイルスの全世界の感染者数が5000万人を超える。国別には、 アメリカ合衆国が約990万人で世界最多。次いで インド約851万人、 ブラジル約565万人と続く[63][64]。また、欧州の感染者数も約1200万人にまで拡大しており、中南米を再び上回っている[65]。
- 11月11日 -  日本日経平均株価の終値がリーマン・ショック後、最高値を記録（2万5349円60銭）[66][67]。
- 11月26日 - （日本時間）新型コロナウイルスの全世界の感染者数が6000万人を超える。国別には、 アメリカ合衆国が約1264万人で世界最多。次いで インド約922万人、 ブラジル約612万人、 フランスがロシアを上回り約221万人と続く。17日間で約1000万人増加（過去最短）し、感染拡大のペースが加速している[68][69]。

### 12月
- 12月12日 - （日本時間）新型コロナウイルスの全世界の感染者数が7000万人を超える。国別には、 アメリカ合衆国が約1580万人で世界最多。次いで インド約980万人、 ブラジル約680万人と続く。16日間で約1000万人増加（過去最短）し、感染拡大ペースの加速が続いている[70]。
- 12月14日 -  アメリカ合衆国 2020年アメリカ合衆国大統領選挙の選挙人投票。ジョー・バイデン（民主党）が過半数を獲得し、勝利を確定させた[71]。
- 12月17日 - ユネスコ第１５回政府間委員会で日本が提案していた「伝統建築工匠の技：木造建造物を受け継ぐための伝統技術」を無形文化遺産へ登録するとの決議がされた[72]。
- 12月27日 - （日本時間）新型コロナウイルスの全世界の感染者数が8000万人を超える。国別には、 アメリカ合衆国が約1879万人で世界最多。次いで インド約1017万人、 ブラジル約745万人と続く。これまでより感染力が強いとされる変異株も イギリスをはじめ各地で確認されており、感染拡大ペースの加速が依然として続いている[73][74]。

### 時期が未定または不明な出来事・計画など
- 「2020ビジョン（英語版）」：2020年までに核兵器の廃絶をしようというビジョン[75]。
広島市長・国連NGO平和市長会議の会長が、世界中から集まった多くの市長や100以上の都市の代表と共に提唱（2003年10月策定）し、実現に向けて行動中である。またアメリカでは2004年、1183都市が加盟する全米市長会議が「2020ビジョン」を支持する決議を採択した。
- ヴェルサイユ条約に基づく、ドイツのアメリカ合衆国（2010年に完済）を除く戦勝国への賠償金支払い期間が終了。

## 周年
- 1月17日 - 阪神・淡路大震災発生から25年[76]。
- 1月19日 - 日本国とアメリカ合衆国との間の相互協力及び安全保障条約（通称:日米安保条約）締結から60周年[77]。
- 3月〜9月 - 日本万国博覧会（大阪万博）開催50周年[78]。
- 5月8日 - 世界保健機関による天然痘の根絶宣言から40年[79][80]。
- 8月2日 - クウェート侵攻から30年。
- 8月6日 - 広島市への原子爆弾投下（人類史上初の核兵器の実戦使用）から75年[81]。
- 8月9日 - 長崎市への原子爆弾投下から75年[82]。
- 8月15日 - 第二次世界大戦終結から75周年。
- 9月1日 - 独立国家の大レバノン国布告から100周年。
- 9月18日 - 第一回パラリンピック開催60周年[注 1]。
- 10月3日 - ドイツ再統一から30周年。
  - 7月1日 - ドイツの通貨統合（旧東ドイツにドイツマルク導入）から30周年。
- 10月〜11月 - マゼランがマゼラン海峡を通過（10月21日に"発見"）し太平洋に到達してから500周年（11月28日に到達した後に海峡名を命名したとされる）。
- 10月24日 - 国際連合（国連）創設75周年。

## 気象・地象・天象
気象
世界気象機関（WMO）によると、地球表面の年間平均気温は20世紀平均と比べ＋1.2℃となり、海洋や陸域が例年以上に高温になった。9月は前年の記録を上回り、史上最も高温だった9月となった。シベリアでは本年6月に摂氏38℃超を観測し、北極圏の史上最高気温を記録した、と世界気候機関が翌年に正式認定し発表した。カリフォルニアなどアメリカ西部ではメガファイア級の森林火災が発生し1,020万エーカー以上が焼失し、被害総額が約198億ドルに達した。en:2020 California wildfires（2020年カリフォルニア森林火災、英語版）も参照。
en:Weather of 2020（2020年の気象）も参照
- 7月31日 - 北西太平洋 7月1日から31日までの台風発生件数が0件であることが確定。1951年の日本における統計開始以来、7月に台風が1件も発生しなかったのは初めて[85][86]。

地象
- 2020年の地震

天象
2020年の気象・地象・天象#天象を参照
- 12月21日〜22日 - 見かけ上の木星と土星が約20年ぶりに接近するグレート・コンジャンクション（英語版）が発生（観測可能な離角0.1度以下の最接近は1226年以来約800年ぶり[注 2]）[87][88][89]。また、占星術のホロスコープ上においては水瓶座 （十二支では丑寅、詳細は「サイン」を参照）の領域で発生するため、サインのエレメントが「地」から「風」へ約240年ぶりに変わる（日本時間21日19時2分頃は冬至の至点でもあり[90]、11月〜12月中旬頃には冥王星を含んだトリプル・グレート・コンジャンクションも発生）[91][92][93]。

## 政治
- - 2020年アメリカ合衆国大統領選挙

## 科学、テクノロジー

### 宇宙開発
- 5月30日 -  アメリカ合衆国 SpaceXがドラゴン2（Crew Dragon）による初の有人飛行ミッション「Demo‑2ミッション」を行った。NASAの宇宙飛行士2名が搭乗し、ケネディ宇宙センターから打ち上げられた。
- 7月27日 -  中国 中華人民共和国の火星探査機天問一号が打ち上げられた[94]。
- 7月30日 -   アメリカ合衆国 NASAの火星探査機パーサヴィアランスが打ち上げに成功した[95]。
- 12月6日 - 日本のJAXAで開発された小惑星探査機「はやぶさ2」が地球へ帰還。回収カプセルをオーストラリアのウーメラ試験場に投下し、本体は地球をフライバイして次の探査目標（小惑星「1998 KY26」、2031年7月到着予定）へ向かった[96]。
- 12月17日 - 中国の嫦娥5号が月面サンプル採取に成功、帰還[97][98]。

### コンピュータ、IT
en:Category:2020 in technologyも参照
- 8月2日 - Linux 5.8がリリースされた。これは「過去最大級のリリース」と評されたもので、AMDやARM、RISC‑Vへの新対応を含む22万行以上の変更が行われた[99]。
- 12月13日 - 長期サポート版（LTS）のLinux 5.10 LTSがリリースされ、USB4、Intel Rocket Lake世代のハードウェアサポートなどが追加された。

登場した技術
- Apple M1 - AppleがARMアーキテクチャのライセンスを得て、MacBookやiPadなど用に、自社で設計した高性能で省電力のSoC（System on Chip）。11月10日に告知、11月17日にリリースされ、本年はMacBook Air, 13インチMacBook Pro、Mac miniに搭載された[100]。M1の登場で、ノートパソコンがバッテリーだけで18時間や20時間連続使用が可能、と画期的な変化が起きた。インテルのCoreシリーズを使う場合と比較すると同程度あるいは より高性能なのに、はるかに省電力なので、インテルのCoreシリーズが電力を食いすぎている、という現実がはじめて人々に認識されることにもなった。マイクロソフトは対抗策として、インテルのみに依存することを見直し、自社製ノートパソコンにARMアーキテクチャの選択肢を導入することを数年後に加速させ、マイクロソフト社製ノートパソコンのユーザーもARMアーキテクチャの省電力モデルを選べるようになるという、パソコン業界の変化、間接的効果も数年後に生んだ。

終了した技術
- 1月14日 - Microsoft Windows 7の延長サポートが終了した[101]。
- 10月13日 - Microsoft Windows 10 (2015 LTSB) のメインストリームサポート終了（延長サポート終了は2025年10月14日の予定）。
- 12月31日 - Adobe Flashの開発および提供終了。

## 芸術・文化・スポーツ
ハイカルチャー、サブカルチャー、スポーツなど

### 文学
en:2020 in literature
2020年の文学

### 演劇、舞台
en:Category:2020 in theatre
en:Category:2020年の舞台作品

### 映画
新型コロナウイルス感染症（COVID-19）の世界的流行により、春ごろから映画館の集客や運営がほぼ停止し、映画の撮影の中止・延期、公開延期など様々な影響が相次いだ。
ただし、10月に公開された『劇場版「鬼滅の刃」無限列車編』は、日本で400億円を超える興行収入を記録し、2020年公開映画の全世界興行収入ランキングでも1位となった。
。

### アニメ
en:2020 in animation
テレビアニメ
Category:2020年のテレビアニメ
配信アニメ
- 攻殻機動隊の新作アニメ『攻殻機動隊 SAC 2045』（シリーズ初のフル3DCGアニメーション）がNetflixで4月に全世界独占配信。[104][105]。

### 新聞
アメリカでは、新聞業界全体の収益が約16％減少。大規模新聞（週日平均5万部以上）の約3分の1が2020年中にレイオフを実施。大都市紙で複数回の大量解雇も行われた。いくつもの地方紙や文化週刊紙（シアトルのThe Stranger紙、Miami New Times など）も広告収入激減でレイオフや休刊に追い込まれた。
イギリスでもロックダウン開始後、印刷版の新聞の販売部数が最大30％減と深刻な状況に。

### ラジオ
en:2020 in radio（2020年のラジオ、英語版）を参照

### テレビ放送
- en:2020 in television（2020年のテレビ放送）
  - en:2020 in American television（アメリカのテレビ）
  - en:2020 in British television（イギリスのテレビ）
  - en:2020 in South Korean television（韓国のテレビ）
  - 2020年のテレビ (日本)

### インターネットメディア
- 10月6日 - Instagramリリースから10周年。

### 音楽
新型コロナウイルス感染症（COVID-19）の世界的流行により、音楽ライブ、フェス、コンサートの中止および開催延期が相次いだ。多くのアーティストはオンライン上に活動の場を移した。
- 7月22日 - ヨーゼフ・シュトラウス没後150周年。

### 玩具
- 8月18日[108] - トミカの初代発売から50年。（トミカは本年までに1,150車種がリリースされ、6億7000万台以上が販売された[108]、世界的ヒット玩具であり、大人の収集品（コレクターズ・アイテム）ともなっている。）

### ボードゲーム
en:2020 in chess（チェス界の動向、英語版）

### コンピュータゲーム
本年発売のゲームタイトルについてはCategory:2020年のコンピュータゲームも参照
- 2月4日 - クラウドゲームのGeForce Now（英語版）がサービス開始。
- 4月10日 - スクウェア・エニックスが『ファイナルファンタジーVII リメイク』（PS4）を発売（分作となることが発表されており、本作はその1作目に当たる）[109][110][111]。
- 9月16日 - 任天堂が携帯型ゲーム機「ニンテンドー3DS」シリーズの生産を終了したことを発表[112]。
- 11月10日 - マイクロソフトが家庭用ゲーム機「Xbox Series X/S」（本体の正式名称はXbox[113]、Series Xと姉妹モデルのSeries Sの2機種）を発売[114][115]。
- 11月12日 - ソニー・インタラクティブエンタテインメント (SIE) が家庭用ゲーム機「PlayStation 5」(PS5) を発売[116][117]。

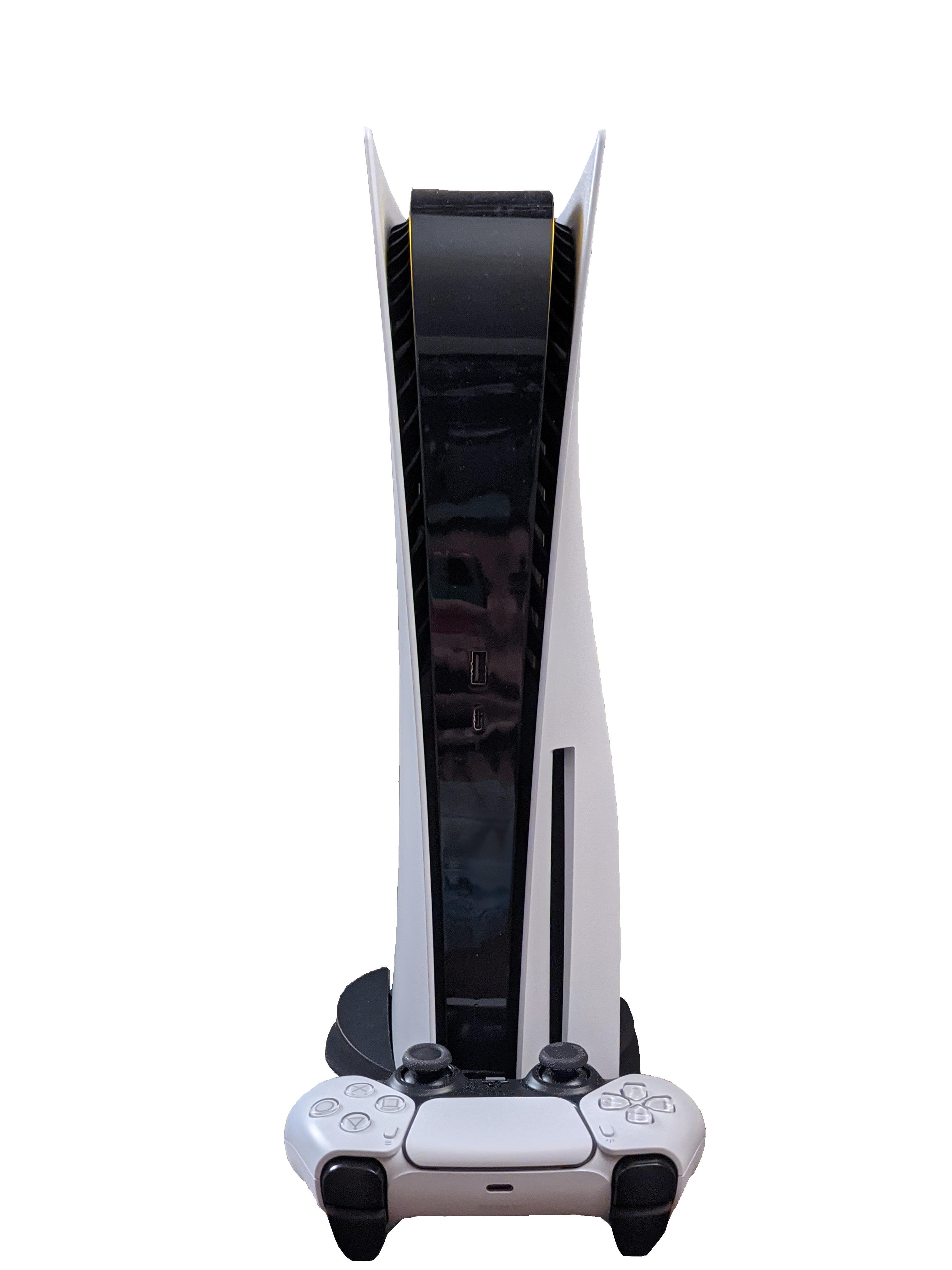
PlayStation 5
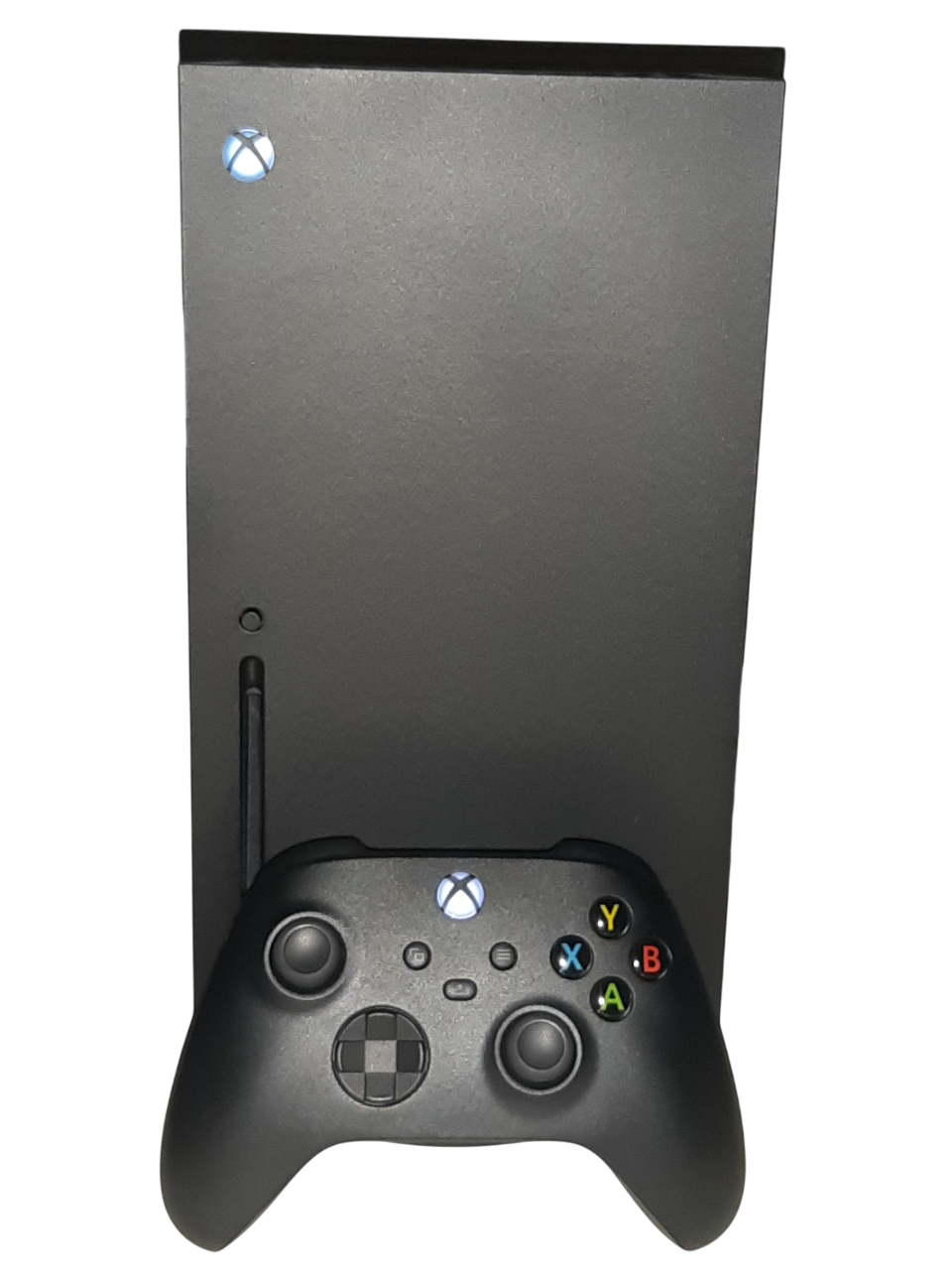
Xbox Series X

周年
- 3月4日 - SCE「PlayStation 2」(PS2) 発売から20周年。
- 9月13日 - 任天堂「スーパーマリオブラザーズ」発売から35周年。
- 11月21日 - 任天堂「スーパーファミコン」発売から30周年。
- 12月10日 - マイクロソフト「Xbox 360」発売から15周年。

### スポーツ
- 2月9日 - フィギュアスケート四大陸選手権で、羽生結弦が初優勝。この優勝で羽生は、ジュニアの世界タイトル、シニアの世界選手権、五輪金メダル、グランプリファイナル、大陸選手権をすべて制する「スーパースラム」を、男子選手で初めて達成した[120]。

## ノーベル賞
- 物理学賞：ロジャー・ペンローズ、ラインハルト・ゲンツェル、アンドレア・ゲズ
- 化学賞：エマニュエル・シャルパンティエ、ジェニファー・ダウドナ
- 生理学・医学賞：ハーベイ・オルター、マイケル・ホートン、チャールズ・ライス
- 文学賞：ルイーズ・グリュック
- 平和賞：国際連合世界食糧計画
- 経済学賞：ポール・ミルグロム、ロバート・バトラー・ウィルソン